# Minaccia (personaggio)
Minaccia (Menace), il cui vero nome è Lily Hollister, è un personaggio dei fumetti creato da Marc Guggenheim (testi) e Salvador Larroca (disegni), pubblicato dalla Marvel Comics. La sua prima apparizione come Lily Hollister è in Amazing Spider-Man n. 545, e come Minaccia appare in Amazing Spider-Man n. 549.
È una supercriminale, tra i nuovi avversari dell'Uomo Ragno introdotti dopo Soltanto un altro giorno.

## Biografia del personaggio
Minaccia è l'ennesima incarnazione di Goblin, il folletto verde, sotto la cui maschera si cela Norman Osborn, industriale di New York. Inizialmente Minaccia entra in scena ostacolando la campagna elettorale del padre di Lily Hollister, fidanzata di Harry Osborn. In realtà successivamente si scopre essere proprio la stessa Lily Hollister, che incappata in uno dei covi di Goblin assorbe nel suo corpo accidentalmente un nuovo derivato della formula chimica del siero di goblin.
Da quel momento è capace di tramutarsi in Minaccia in qualunque momento. Quando Harry scopre la vera identità di Minaccia decide che è un nemico da estirpare, nei panni di Goblin riesce a iniettare nel corpo di Lily, con l'aiuto dell'Uomo Ragno, un antidoto che porta la criminale alla sua vera forma. Lily viene portata in un carcere di massima sicurezza, dove incontra Norman Osborn.

### Dark Reign: American Son
Nel n. 527 di Spider Man Lily riappare a casa di Harry con una sorpresa: è incinta. Ora Harry decide di rimettersi insieme a lei e vuole salvare il loro bambino procurandosi un antidoto del siero.
Nel numero 529 di Spider-Man, si ha una svolta decisiva e vengono svelati molti particolari sul folletto:
Harry, ora è sostenuto dal padre, che per lui ha costruito un'armatura, e ha progettato un nuovo siero del super soldato (una versione potenziata di quella somministrata a Capitan America).
Il "piccolo" Osborn a questo punto si intrufola nell'ufficio del padre e trova l'antidoto, incontra Lily ed ella gli sta per somministrare il liquido di guarigione, tuttavia lei si ribella violentemente; adesso si trasforma in un nuovo folletto, molto diverso da Minaccia e molto simile al Goblin originale.
La donna confessa a Harry che lei non è più innamorata di lui, ma di suo padre, che il figlio non è suo ma di Norman e anche che quella era soltanto un'esca per attirare l'uomo ragno (il piano va a buon fine perché nel numero 528 Spidey è stato catturato grazie anche al suo aiuto).
Harry, inseguito dalla nuova Minaccia, raggiunge la torre degli Oscuri Vendicatori e trova il padre che sta picchiando violentemente l'Uomo Ragno, allora afflitto dai sensi di colpa indossa l'armatura che gli aveva procurato Norman e si scontra con lui, mentre Minaccia è trattenuta da Spider-Man.
Harry esce vincitore dallo scontro, ma decide di non uccidere il padre tanto disprezzato. Norman per ora rimane con Lily, mentre Harry è tornato alla sua vita.

### Goblin Nation
Minaccia tornò mostrando la sua fedeltà al Re dei Goblin come parte del suo regno sotterraneo che si preparava alla lotta contro Spider-Man (all'epoca il Dottor Octopus nel corpo di Spider-Man).
Le è poi stato ordinato di liberare Phil Urich dal camion che lo stava portando in prigione e di portarlo da Green Goblin, che lo ha nominato suo Cavaliere Goblin.
Ha poi rapito Carlie Cooper dopo aver scoperto la verità sul Dottor Octopus, svelandolo a Osborn .
Quando Green Goblin ha cercato di conquistare Manhattan, il vero Spider-Man fa ritorno e sconfigge la Nazione Goblin, depotenziando Norman e Lily.